# Final de la Copa del Rey de fútbol 2024-25
La final de la Copa del Rey de fútbol 2024-25 de España fue el partido que decidió el ganador de esta competición, que es la 121.ª edición de su historia. El encuentro se disputó el 26 de abril de 2025 en el Estadio La Cartuja de Sevilla, donde se enfrentaron el F. C. Barcelona y el Real Madrid C. F.. Ambos equipos se clasificaron como ganadores de la ronda de semifinales en la que eliminaron al Atlético de Madrid y a la Real Sociedad, respectivamente. 
El F. C. Barcelona se proclamó vencedor y conquistó así su 32.ª copa tras vencer por un marcador de 3–2.

## Finalistas y palmarés
Se muestran en negrita las temporadas en la que el equipo resultó vencedor.
| Equipos           | Finales jugadas anteriormente | Finales jugadas anteriormente |
| ----------------- | ----------------------------- | --- |
| F. C. Barcelona   | 42 (31)                       | 1910, 1912, 1913, 1919, 1920, 1922, 1925, 1926, 1928, 1932, 1936, 1942, 1951, 1952, 1953, 1954, 1957, 1959, 1963, 1968, 1971, 1974, 1978, 1981, 1983, 1984, 1986, 1988, 1990, 1996, 1997, 1998, 2009, 2011, 2012, 2014, 2015, 2016, 2017, 2018, 2019 y 2021. |
| Real Madrid C. F. | 40 (20)                       | 1903, 1905, 1906, 1907, 1908, 1916, 1917, 1918, 1924, 1929, 1930, 1933, 1934, 1936, 1940, 1943, 1946, 1947, 1958, 1960, 1961, 1962, 1968, 1970, 1974, 1975, 1979, 1980, 1982, 1983, 1989, 1990, 1992, 1993, 2002, 2004, 2011, 2013, 2014 y 2023.             |

## Sede de la final
La final se jugó en el estadio de La Cartuja de Sevilla, España.
| España                                     |            |            |            |
| Ciudad                                     | Estadio    |            |            |
| Sevilla                                    | La Cartuja | La Cartuja | La Cartuja |
|                                            |            |            |            |
| 72 000 espectadores                        |            |            |            |
| Final de la Copa del Rey de fútbol 2024-25 |            |            |            |

## Camino a la final
| F. C. Barcelona            | F. C. Barcelona            | F. C. Barcelona            |                            | Real Madrid C. F.          | Real Madrid C. F.          | Real Madrid C. F.          |
| -------------------------- | -------------------------- | -------------------------- | -------------------------- | -------------------------- | -------------------------- | -------------------------- |
| Rival                      | Resultado                  | Resultado                  | Eliminatoria               | Rival                      | Resultado                  | Resultado                  |
| No participó en esta ronda | Primera ronda              | No participó en esta ronda | No participó en esta ronda | No participó en esta ronda |                            |                            |
| No participó en esta ronda | No participó en esta ronda | No participó en esta ronda | Segunda ronda              | No participó en esta ronda | No participó en esta ronda | No participó en esta ronda |
| U. D. Barbastro            |                            | 0–4                        | Dieciseisavos de Final     | C. Deportiva Minera        |                            | 0–5                        |
| Real Betis Balompié        |                            | 5–1                        | Octavos de final           | R. C. Celta de Vigo        |                            | 5–2 (t. s.)                |
| Valencia C. F.             |                            | 0–5                        | Cuartos de final           | C. D. Leganés              |                            | 2–3                        |
| Atlético de Madrid         |                            | 4–4                        | Semifinales                | Real Sociedad              |                            | 0–1                        |
| Atlético de Madrid         |                            | 0–1                        | Semifinales                | Real Sociedad              |                            | 4–4 (t. s.)                |
| Resultado global: 5–4      | Resultado global: 5–4      | Resultado global: 5–4      | Semifinales                | Resultado global: 5–4      | Resultado global: 5–4      | Resultado global: 5–4      |

## Ficha de partido
| 25    | POR   | Wojciech Szczęsny |      |
| 23    | DEF   | Jules Koundé      |      |
| 2     | DEF   | Pau Cubarsí       |      |
| 5     | DEF   | Íñigo Martínez    |      |
| 35    | DEF   | Gerard Martín     | 85'  |
| 8     | MED   | Pedri             | 98'  |
| 21    | MED   | Frenkie de Jong   | 85'  |
| 20    | MED   | Dani Olmo         | 65'  |
| 19    | DEL   | Lamine Yamal      |      |
| 7     | DEL   | Ferran Torres     | 115' |
| 11    | DEL   | Raphinha          |      |
| D. T. | D. T. | Hansi Flick       |      |

| 1     | POR   | Thibaut Courtois    |      |
| 17    | DEF   | Lucas Vázquez       | 55'  |
| 35    | DEF   | Raúl Asencio        |      |
| 22    | DEF   | Antonio Rüdiger     | 111' |
| 23    | DEF   | Ferland Mendy       | 11'  |
| 14    | MED   | Aurélien Tchouaméni |      |
| 8     | MED   | Federico Valverde   |      |
| 19    | MED   | Dani Ceballos       | 55'  |
| 5     | MED   | Jude Bellingham     |      |
| 11    | DEL   | Rodrygo             | 45'  |
| 7     | DEL   | Vinícius Júnior     | 89'  |
| D. T. | D. T. | Carlo Ancelotti     |      |

| 16 | MED | Fermín López  | 65'  |
| 4  | DEF | Ronald Araújo | 85'  |
| 6  | MED | Gavi          | 85'  |
| 24 | DEF | Eric García   | 98'  |
| 18 | DEL | Pau Víctor    | 115' |

| 20 | DEF | Fran García   | 11'  |
| 9  | DEL | Kylian Mbappé | 45'  |
| 10 | MED | Luka Modrić   | 55'  |
| 15 | MED | Arda Güler    | 55'  |
| 21 | DEL | Brahim Díaz   | 88'  |
| 16 | DEL | Endrick       | 111' |

| 28' · 84' · 116' | Pedri Ferran Torres Jules Koundé | 1:0 2:2 3:2 |

| 70' · 77' | Kylian Mbappé Aurélien Tchouaméni | 1:1 1:2 |

| 37' · 68' · 90+4' · 90+10' | Gerard Martín Frenkie de Jong Fermín López Raphinha |

| 26' · 31' · 90+1' · 107' | Carlo Ancelotti Aurélien Tchouaméni Luka Modrić Jude Bellingham |

| 120+3' · 120+3' · 120+4' | Antonio Rüdiger Lucas Vázquez Jude Bellingham |

| Principal  | De Burgos Bengoetxea                 |
| Asistentes | De Francisco Grijalba                |
|            | Pérez De Mendiola González De Durana |
| Cuarto     | Busquets Ferrer                      |
| Quinto     | Rodríguez Moreno                     |

| VAR            | González Fuertes       |
| Asistentes VAR | Prieto López de Cerain |
|                | Hernández Maeso        |

|                    |     |     |
| Tiros              | 22  | 15  |
| Tiros a puerta     | 9   | 7   |
| Faltas             | 23  | 11  |
| Saques de esquina  | 8   | 7   |
| Fueras de juego    | 2   | 7   |
| Posesión del balón | 59% | 41% |

| Alineación inicial |

| 25    | POR   | Wojciech Szczęsny |      |
| 23    | DEF   | Jules Koundé      |      |
| 2     | DEF   | Pau Cubarsí       |      |
| 5     | DEF   | Íñigo Martínez    |      |
| 35    | DEF   | Gerard Martín     | 85'  |
| 8     | MED   | Pedri             | 98'  |
| 21    | MED   | Frenkie de Jong   | 85'  |
| 20    | MED   | Dani Olmo         | 65'  |
| 19    | DEL   | Lamine Yamal      |      |
| 7     | DEL   | Ferran Torres     | 115' |
| 11    | DEL   | Raphinha          |      |
| D. T. | D. T. | Hansi Flick       |      |

| 1     | POR   | Thibaut Courtois    |      |
| 17    | DEF   | Lucas Vázquez       | 55'  |
| 35    | DEF   | Raúl Asencio        |      |
| 22    | DEF   | Antonio Rüdiger     | 111' |
| 23    | DEF   | Ferland Mendy       | 11'  |
| 14    | MED   | Aurélien Tchouaméni |      |
| 8     | MED   | Federico Valverde   |      |
| 19    | MED   | Dani Ceballos       | 55'  |
| 5     | MED   | Jude Bellingham     |      |
| 11    | DEL   | Rodrygo             | 45'  |
| 7     | DEL   | Vinícius Júnior     | 89'  |
| D. T. | D. T. | Carlo Ancelotti     |      |

| 16 | MED | Fermín López  | 65'  |
| 4  | DEF | Ronald Araújo | 85'  |
| 6  | MED | Gavi          | 85'  |
| 24 | DEF | Eric García   | 98'  |
| 18 | DEL | Pau Víctor    | 115' |

| 20 | DEF | Fran García   | 11'  |
| 9  | DEL | Kylian Mbappé | 45'  |
| 10 | MED | Luka Modrić   | 55'  |
| 15 | MED | Arda Güler    | 55'  |
| 21 | DEL | Brahim Díaz   | 88'  |
| 16 | DEL | Endrick       | 111' |

| 28' · 84' · 116' | Pedri Ferran Torres Jules Koundé | 1:0 2:2 3:2 |

| 70' · 77' | Kylian Mbappé Aurélien Tchouaméni | 1:1 1:2 |

| 37' · 68' · 90+4' · 90+10' | Gerard Martín Frenkie de Jong Fermín López Raphinha |

| 26' · 31' · 90+1' · 107' | Carlo Ancelotti Aurélien Tchouaméni Luka Modrić Jude Bellingham |

| 120+3' · 120+3' · 120+4' | Antonio Rüdiger Lucas Vázquez Jude Bellingham |

| Principal  | De Burgos Bengoetxea                 |
| Asistentes | De Francisco Grijalba                |
|            | Pérez De Mendiola González De Durana |
| Cuarto     | Busquets Ferrer                      |
| Quinto     | Rodríguez Moreno                     |

| VAR            | González Fuertes       |
| Asistentes VAR | Prieto López de Cerain |
|                | Hernández Maeso        |

|                    |     |     |
| Tiros              | 22  | 15  |
| Tiros a puerta     | 9   | 7   |
| Faltas             | 23  | 11  |
| Saques de esquina  | 8   | 7   |
| Fueras de juego    | 2   | 7   |
| Posesión del balón | 59% | 41% |

| Alineación inicial |

| 25    | POR   | Wojciech Szczęsny |      |
| 23    | DEF   | Jules Koundé      |      |
| 2     | DEF   | Pau Cubarsí       |      |
| 5     | DEF   | Íñigo Martínez    |      |
| 35    | DEF   | Gerard Martín     | 85'  |
| 8     | MED   | Pedri             | 98'  |
| 21    | MED   | Frenkie de Jong   | 85'  |
| 20    | MED   | Dani Olmo         | 65'  |
| 19    | DEL   | Lamine Yamal      |      |
| 7     | DEL   | Ferran Torres     | 115' |
| 11    | DEL   | Raphinha          |      |
| D. T. | D. T. | Hansi Flick       |      |

| 1     | POR   | Thibaut Courtois    |      |
| 17    | DEF   | Lucas Vázquez       | 55'  |
| 35    | DEF   | Raúl Asencio        |      |
| 22    | DEF   | Antonio Rüdiger     | 111' |
| 23    | DEF   | Ferland Mendy       | 11'  |
| 14    | MED   | Aurélien Tchouaméni |      |
| 8     | MED   | Federico Valverde   |      |
| 19    | MED   | Dani Ceballos       | 55'  |
| 5     | MED   | Jude Bellingham     |      |
| 11    | DEL   | Rodrygo             | 45'  |
| 7     | DEL   | Vinícius Júnior     | 89'  |
| D. T. | D. T. | Carlo Ancelotti     |      |

| 16 | MED | Fermín López  | 65'  |
| 4  | DEF | Ronald Araújo | 85'  |
| 6  | MED | Gavi          | 85'  |
| 24 | DEF | Eric García   | 98'  |
| 18 | DEL | Pau Víctor    | 115' |

| 20 | DEF | Fran García   | 11'  |
| 9  | DEL | Kylian Mbappé | 45'  |
| 10 | MED | Luka Modrić   | 55'  |
| 15 | MED | Arda Güler    | 55'  |
| 21 | DEL | Brahim Díaz   | 88'  |
| 16 | DEL | Endrick       | 111' |

| 28' · 84' · 116' | Pedri Ferran Torres Jules Koundé | 1:0 2:2 3:2 |

| 70' · 77' | Kylian Mbappé Aurélien Tchouaméni | 1:1 1:2 |

| 37' · 68' · 90+4' · 90+10' | Gerard Martín Frenkie de Jong Fermín López Raphinha |

| 26' · 31' · 90+1' · 107' | Carlo Ancelotti Aurélien Tchouaméni Luka Modrić Jude Bellingham |

| 120+3' · 120+3' · 120+4' | Antonio Rüdiger Lucas Vázquez Jude Bellingham |

| Principal  | De Burgos Bengoetxea                 |
| Asistentes | De Francisco Grijalba                |
|            | Pérez De Mendiola González De Durana |
| Cuarto     | Busquets Ferrer                      |
| Quinto     | Rodríguez Moreno                     |

| VAR            | González Fuertes       |
| Asistentes VAR | Prieto López de Cerain |
|                | Hernández Maeso        |

|                    |     |     |
| Tiros              | 22  | 15  |
| Tiros a puerta     | 9   | 7   |
| Faltas             | 23  | 11  |
| Saques de esquina  | 8   | 7   |
| Fueras de juego    | 2   | 7   |
| Posesión del balón | 59% | 41% |

| Alineación inicial |

| 25    | POR   | Wojciech Szczęsny |      |
| 23    | DEF   | Jules Koundé      |      |
| 2     | DEF   | Pau Cubarsí       |      |
| 5     | DEF   | Íñigo Martínez    |      |
| 35    | DEF   | Gerard Martín     | 85'  |
| 8     | MED   | Pedri             | 98'  |
| 21    | MED   | Frenkie de Jong   | 85'  |
| 20    | MED   | Dani Olmo         | 65'  |
| 19    | DEL   | Lamine Yamal      |      |
| 7     | DEL   | Ferran Torres     | 115' |
| 11    | DEL   | Raphinha          |      |
| D. T. | D. T. | Hansi Flick       |      |

| 1     | POR   | Thibaut Courtois    |      |
| 17    | DEF   | Lucas Vázquez       | 55'  |
| 35    | DEF   | Raúl Asencio        |      |
| 22    | DEF   | Antonio Rüdiger     | 111' |
| 23    | DEF   | Ferland Mendy       | 11'  |
| 14    | MED   | Aurélien Tchouaméni |      |
| 8     | MED   | Federico Valverde   |      |
| 19    | MED   | Dani Ceballos       | 55'  |
| 5     | MED   | Jude Bellingham     |      |
| 11    | DEL   | Rodrygo             | 45'  |
| 7     | DEL   | Vinícius Júnior     | 89'  |
| D. T. | D. T. | Carlo Ancelotti     |      |

| 16 | MED | Fermín López  | 65'  |
| 4  | DEF | Ronald Araújo | 85'  |
| 6  | MED | Gavi          | 85'  |
| 24 | DEF | Eric García   | 98'  |
| 18 | DEL | Pau Víctor    | 115' |

| 20 | DEF | Fran García   | 11'  |
| 9  | DEL | Kylian Mbappé | 45'  |
| 10 | MED | Luka Modrić   | 55'  |
| 15 | MED | Arda Güler    | 55'  |
| 21 | DEL | Brahim Díaz   | 88'  |
| 16 | DEL | Endrick       | 111' |

| 28' · 84' · 116' | Pedri Ferran Torres Jules Koundé | 1:0 2:2 3:2 |

| 70' · 77' | Kylian Mbappé Aurélien Tchouaméni | 1:1 1:2 |

| 37' · 68' · 90+4' · 90+10' | Gerard Martín Frenkie de Jong Fermín López Raphinha |

| 26' · 31' · 90+1' · 107' | Carlo Ancelotti Aurélien Tchouaméni Luka Modrić Jude Bellingham |

| 120+3' · 120+3' · 120+4' | Antonio Rüdiger Lucas Vázquez Jude Bellingham |

| Principal  | De Burgos Bengoetxea                 |
| Asistentes | De Francisco Grijalba                |
|            | Pérez De Mendiola González De Durana |
| Cuarto     | Busquets Ferrer                      |
| Quinto     | Rodríguez Moreno                     |

| VAR            | González Fuertes       |
| Asistentes VAR | Prieto López de Cerain |
|                | Hernández Maeso        |

|                    |     |     |
| Tiros              | 22  | 15  |
| Tiros a puerta     | 9   | 7   |
| Faltas             | 23  | 11  |
| Saques de esquina  | 8   | 7   |
| Fueras de juego    | 2   | 7   |
| Posesión del balón | 59% | 41% |

| Alineación inicial |

|                         |
| Bandera de Cataluña     |
| Campeón F. C. Barcelona |
| 32° título              |